# Пол Скофілд
Девід Пол Скофілд (англ. David Paul Scofield, 21 січня 1922 — 19 березня 2008) — англійський актор, відомий блискучим виконанням ролей у п'єсах В. Шекспіра.

## Фільмографія
- 1966 — Людина на всі часи /
- 1989 — Генріх V
- 1990 — Гамлет /
- 1994 — Телевікторина / (Quiz Show) — Марк Ван Дорен